# Città di Montesilvano Calcio a 5 2015-2016
Questa pagina raccoglie i dati riguardanti il Città di Montesilvano Calcio a 5, squadra di calcio a 5 militante in serie A, nelle competizioni ufficiali della stagione 2015-2016.

## Trasferimenti

### Sessione estiva
| Carlos Dalcin   | Real Rieti     |
| André Ferreira  | Kaos           |
| Nejc Hozjan     | Puntar         |
| Eduardo Morgado | Pescara        |
| René Ortega     | Gruppo Fassina |
| Marco Pasculli  | Sestu          |

| Fernando Calderolli   | Policoro        |
| Douglas Correia       | Real Dem        |
| Alex Di Pietro        | Academy Pescara |
| Piero Mazzocchetti    | Real Dem        |
| Saverio Palusci       | Real Dem        |
| Federico Pieragostino | Aprutino        |

### Sessione invernale
| nessuno |

| nessuno |

## Organico

### Prima squadra
| N° | Naz.                 | Ruolo | Sportivo           | Anno     |  |  |
| -- | -------------------- | ----- | ------------------ | -------- |  |  |
| 1  | Brasile (bandiera)   | POR   | Carlos Dalcin      | 10.11.92 |  |  |
| 3  | Brasile (bandiera)   | DIF   | Andrei Bordignon   | 13.02.87 |  |  |
| 5  | Argentina (bandiera) | PIV   | Lucas Francini     | 07.03.91 |  |  |
| 6  | Italia (bandiera)    | LAT   | Giuseppe Di Risio  | 28.12.95 |  |  |
| 7  | Brasile (bandiera)   | LAT   | Diego Burato       | 10.09.88 |  |  |
| 8  | Slovenia (bandiera)  | LAT   | Nejc Hozjan        | 31.07.96 |  |  |
| 9  | Brasile (bandiera)   | DIF   | Rafael Tosta       | 02.04.85 |  |  |
| 10 | Brasile (bandiera)   | LAT   | Eric Da Silva      | 31.10.88 |  |  |
| 11 | Brasile (bandiera)   | LAT   | Eduardo Morgado    | 19.06.81 |  |  |
| 12 | Italia (bandiera)    | POR   | Marco Pasculli     | 19.03.91 |  |  |
| 14 | Argentina (bandiera) | PIV   | Matías Rosa        | 18.09.95 |  |  |
| 17 | Italia (bandiera)    | DIF   | Andrea Rocchigiani | 08.05.96 |  |  |
| 16 | Brasile (bandiera)   | UNI   | André Ferreira     | 12.10.88 |  |  |
| 20 | Brasile (bandiera)   | PIV   | René Ortega        | 28.11.90 |  |  |

### Under-21
| N° | Naz.              | Ruolo | Sportivo        | Anno     |  |  |
| -- | ----------------- | ----- | --------------- | -------- |  |  |
| 2  | Italia (bandiera) | POR   | Diego Iervolino | 23.05.99 |  |  |
| 13 | Italia (bandiera) | LAT   | Matteo Cilli    | --.--.-- |  |  |